# Waddington (Lincolnshire)
Waddington – wieś w Anglii, w hrabstwie Lincolnshire, w dystrykcie North Kesteven. Leży 8 km na południe od Lincoln i 187 km na północ od Londynu.
W 2001 miejscowość liczyła 6086 mieszkańców.